# Ian Luck
Ian Luck es el creador del reproductor de audio XMPlay, la biblioteca de audio BASS, el formato de audio MO3, los conversores de MOD a MIDI 2MIDI, y de MIDI a XM MIDI2XM, y el compilador XM-EXE.